# Interarmes
 (septembre 2021).
Si vous disposez d'ouvrages ou d'articles de référence ou si vous connaissez des sites web de qualité traitant du thème abordé ici, merci de compléter l'article en donnant les références utiles à sa vérifiabilité et en les liant à la section « Notes et références ».
Le qualificatif « interarmes » s'applique à un service, une organisation, une tactique qui regroupe plusieurs armes (compétences ou spécialités de combat) de l’armée de terre : comme l'artillerie, l'infanterie, l'arme blindée et cavalerie, etc.

## Unités interarmes
La Légion étrangère française est une troupe combattante interarmes ; il en est de même des troupes de marine : ce sont des troupes spécialisées avec une spécificité particulière ayant pour but un usage particulier. Les groupements tactiques interarmes (GTIA) sont l'élément de manœuvre de base de l'Armée de terre française sur l'ensemble des missions d'opérations extérieures.

## Confusion possible
On ne doit pas confondre « interarmes » avec « interarmées » (en anglais : joint)  qui s'applique à un commandement, un organisme, une force, etc. regroupant des éléments en provenance de l’ensemble des forces armées (armées de terre, de l’air, marine et, le cas échéant, gendarmerie). Un organisme interarmées est sous la responsabilité d'un chef d'État-Major des armées. On dit, par exemple, que les opérations militaires modernes s'inscrivent de plus en plus dans un contexte « multinational et interarmées ».